# Fotocromia

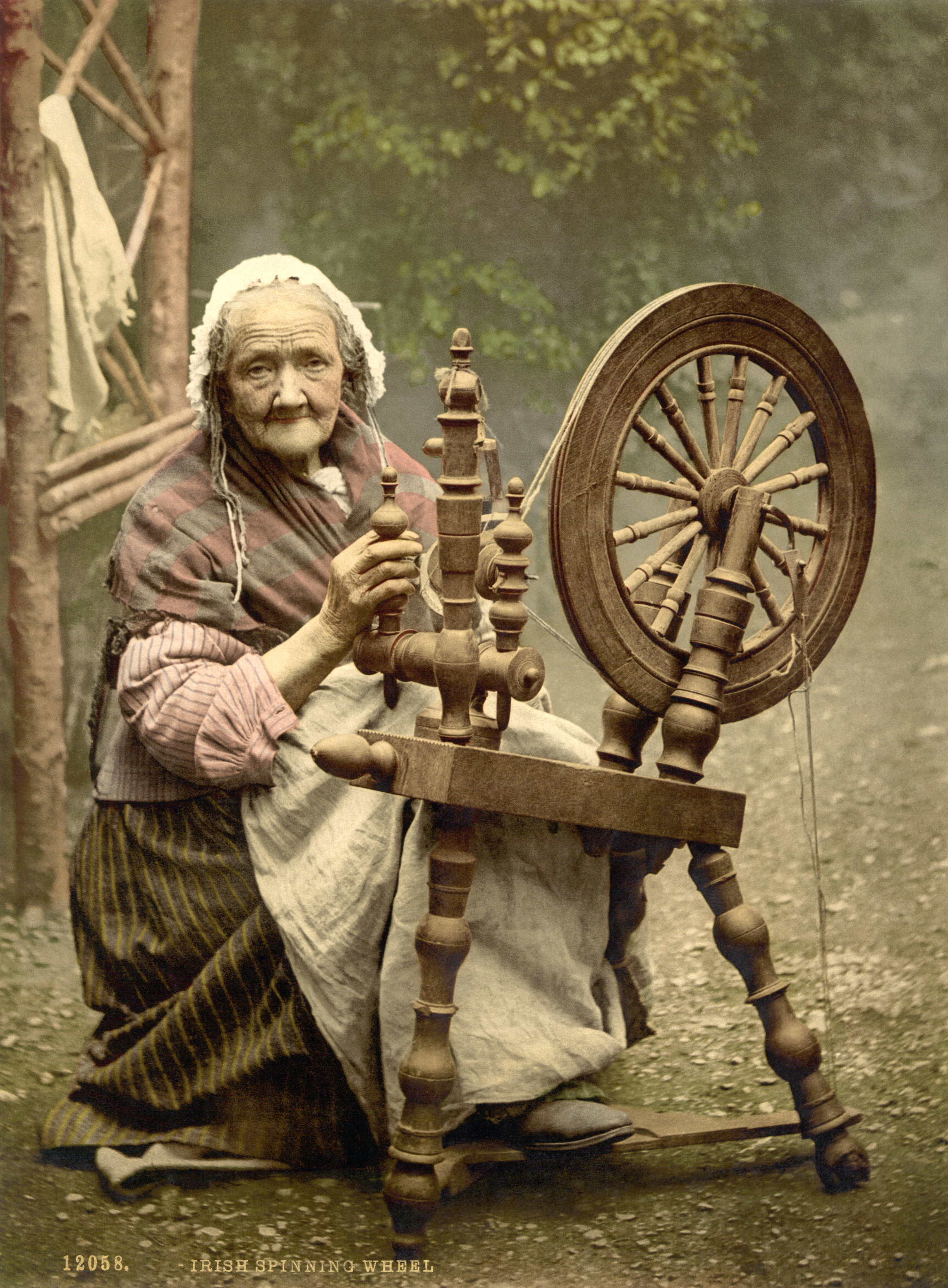
Esempio di fotocromia (ca. 1890–1900)

La fotocromia è una tecnica usata per ottenere foto a colori da negativi in bianco e nero, con l'utilizzo tra le quattro e le quattordici pietre litografiche, per colorare le stampe con differenti inchiostri.

## Storia
Il processo fu inventato negli anni 1880 da Hans Jakob Schmid (1856-1924), un impiegato della compagnia svizzera Orell Gessner Füssli, un'impresa di stampe la cui storia risale al XVI secolo. La Füssli fondò la società per azioni Photochrom Zürich (conosciuta in seguito come Photoglob Zürich), come veicolo negli affari per lo sfruttamento commerciale del processo. Sia la Füssli che la Photoglob esistono ancora oggi. Dalla metà degli anni 1890 il processo fu concesso in licenza ad altre società, tra cui la Detroit Photographic Company, negli Stati Uniti, e la Photochrom Company di Londra.
Il processo di fotocromia fu molto popolare negli anni 1890, quando la vera fotografia a colori era già stata sviluppata ma era ancora commercialmente impraticabile.
Nel 1898 il Congresso degli Stati Uniti approvò il Private Mailing Card Act, che consentiva agli editori privati di produrre cartoline postali. Queste potevano essere inviate al costo di un Penny l'una, quando il costo delle lettere era di due centesimi. Migliaia di stampe fotocromatiche, di solito raffiguranti città o paesaggi, furono create e vendute come cartoline, ed è in questo formato che le riproduzioni fotocromatiche divennero maggiormente popolari. La Detroit Photographic Company ha riferito che in quegli anni produsse ben sette milioni di stampe fotocromatiche, e che furono offerte dalle dieci alle trentamila diverse raffigurazioni.
Dopo la prima guerra mondiale, che pose fine alla moda di collezionare cartoline fotocromatiche, l'uso principale del processo restò quello di stampare manifesti e riprodurre opere d'arte. L'ultima stampante fotocromatica operò fino al 1970.

## Il processo
Una pietra litografica viene rivestita con un sottile strato di bitume purificato disciolto nel benzene. Un negativo rovesciato viene quindi pressato contro questo rivestimento sensibile alla luce, e viene esposto alla luce del giorno (dai 10 ai 30 minuti in estate, per diverse ore in inverno). Il bitume indurisce e diventa resistente ai normali solventi, in proporzione alla luce. Il rivestimento viene poi lavato in una soluzione di trementina, per rimuovere il bitume non indurito. Viene quindi ritoccato nella scala tonale del colore scelto, per rafforzare o ammorbidire i toni a seconda di quanto desiderato. Ogni tintura richiede una pietra litografica separata che rechi l'opportuna immagine ritoccata, e le stampe vengono prodotte con almeno quattro pietre, ma più comunemente sono richieste dalle dieci alle quindici pietre per colorare le immagini con differenti inchiostri.

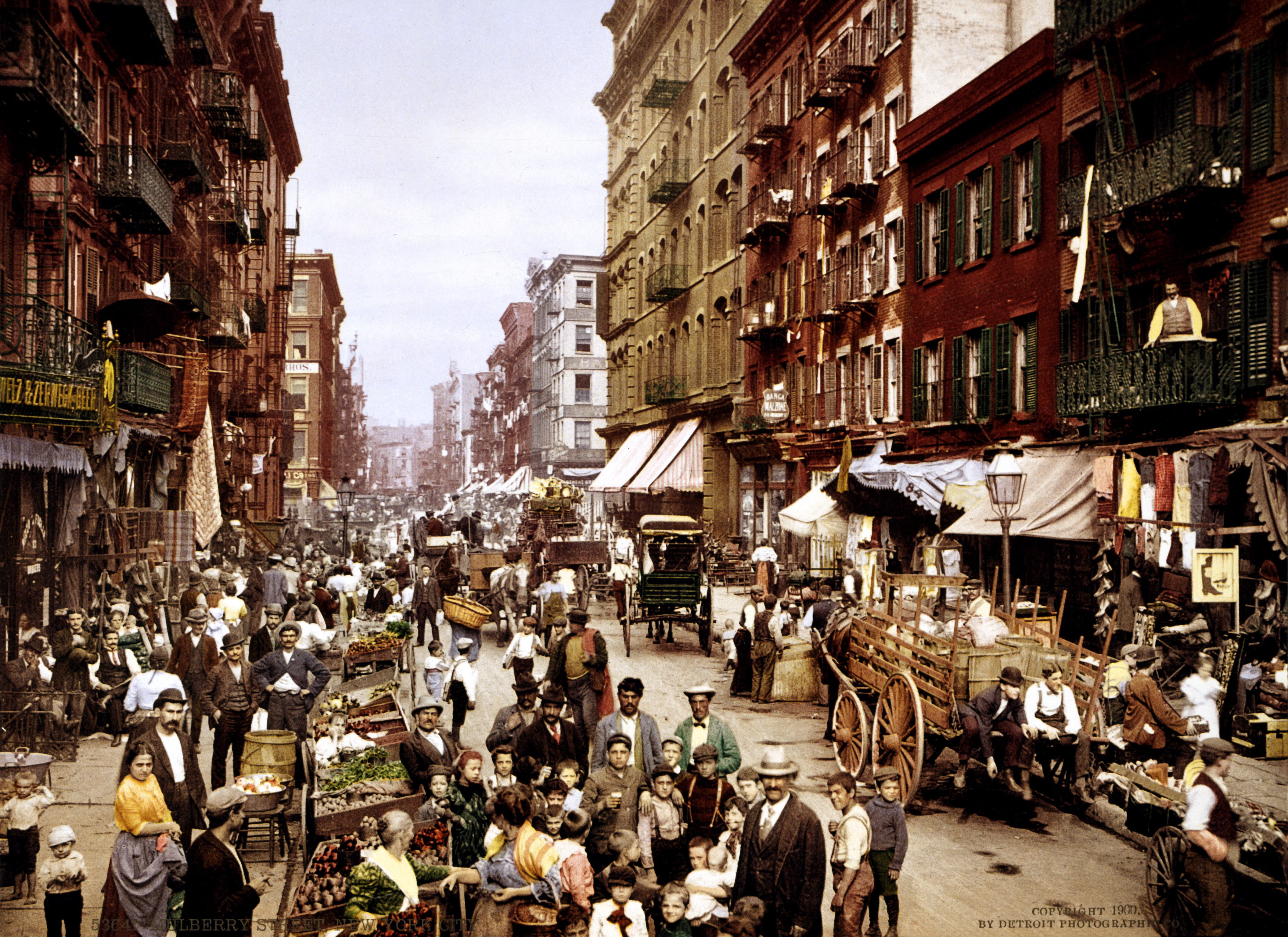
Mulberry Street a New York, 1900.
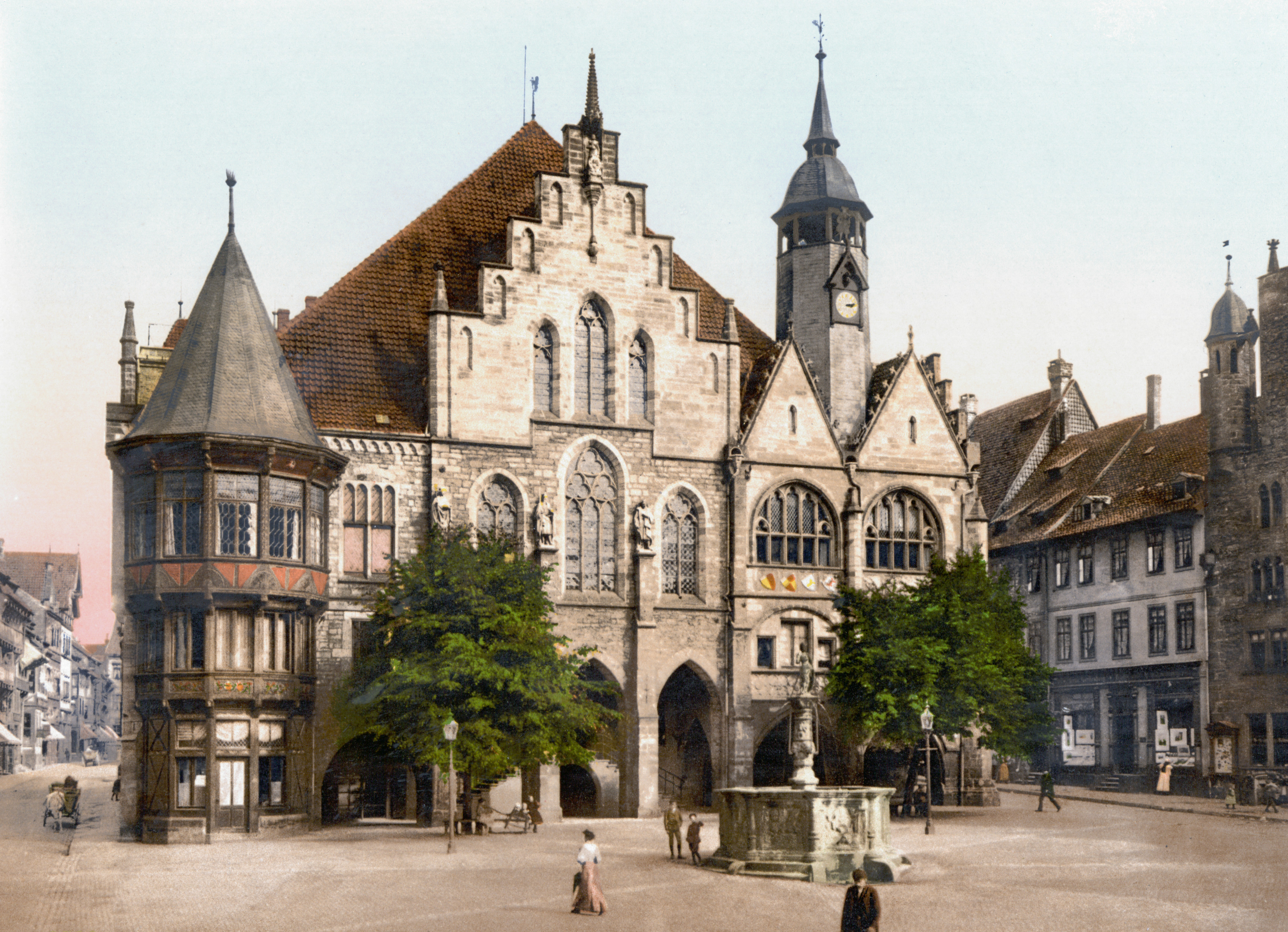
Il municipio di Hildesheim, 1890–1900.
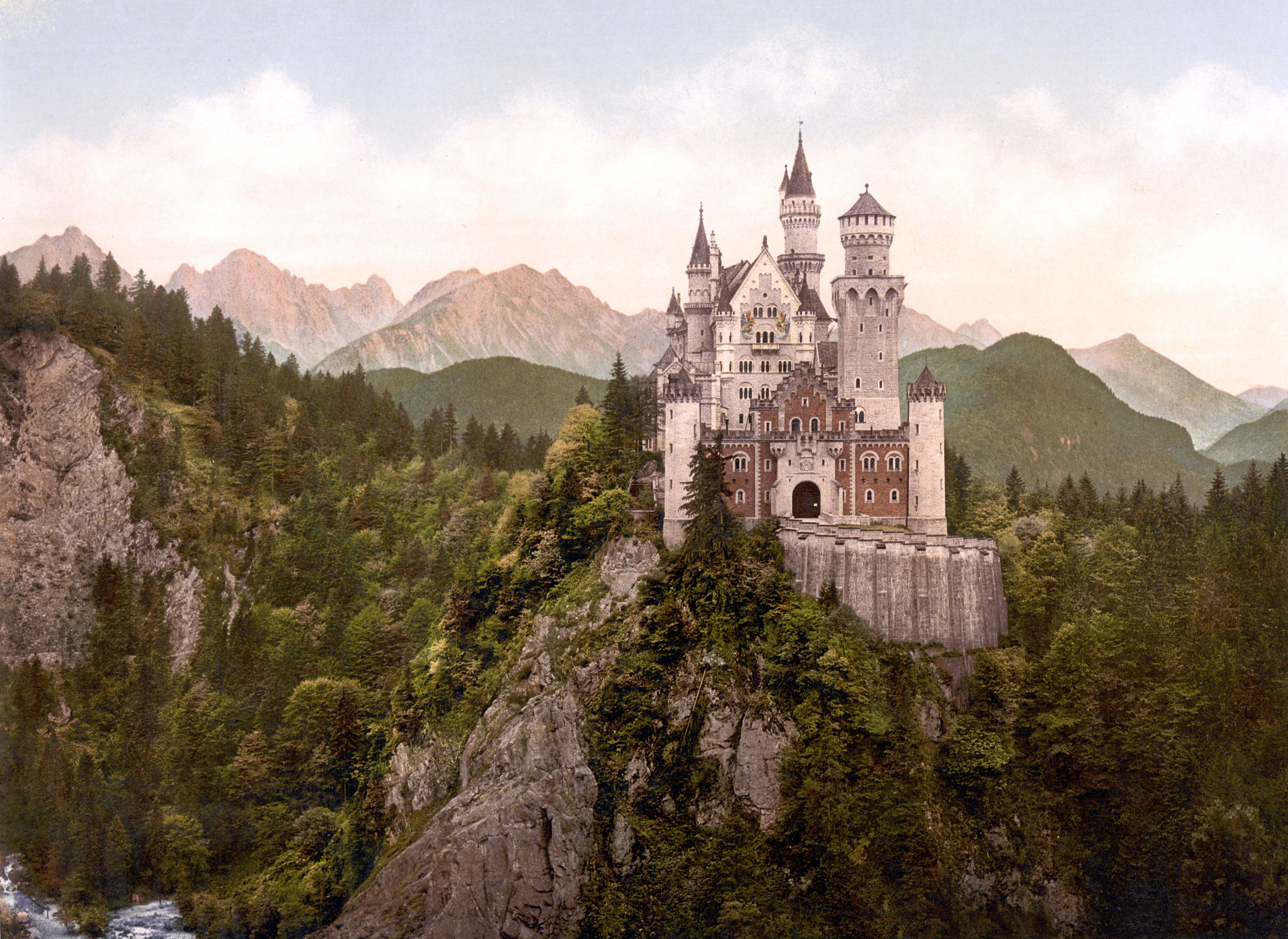
Il Castello di Neuschwanstein, 1890–1905.
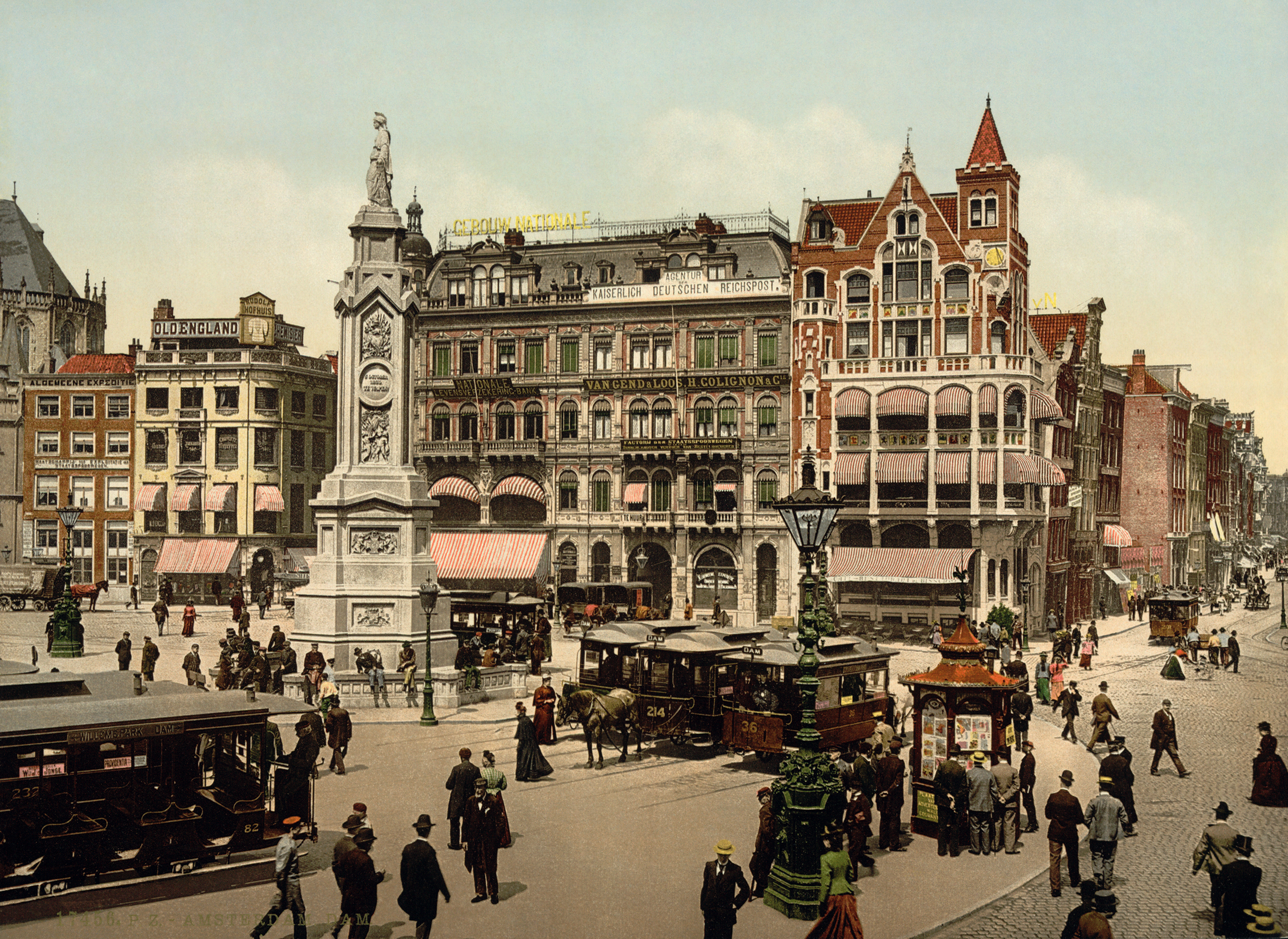
Piazza Dam ad Amsterdam, 1890–1905.
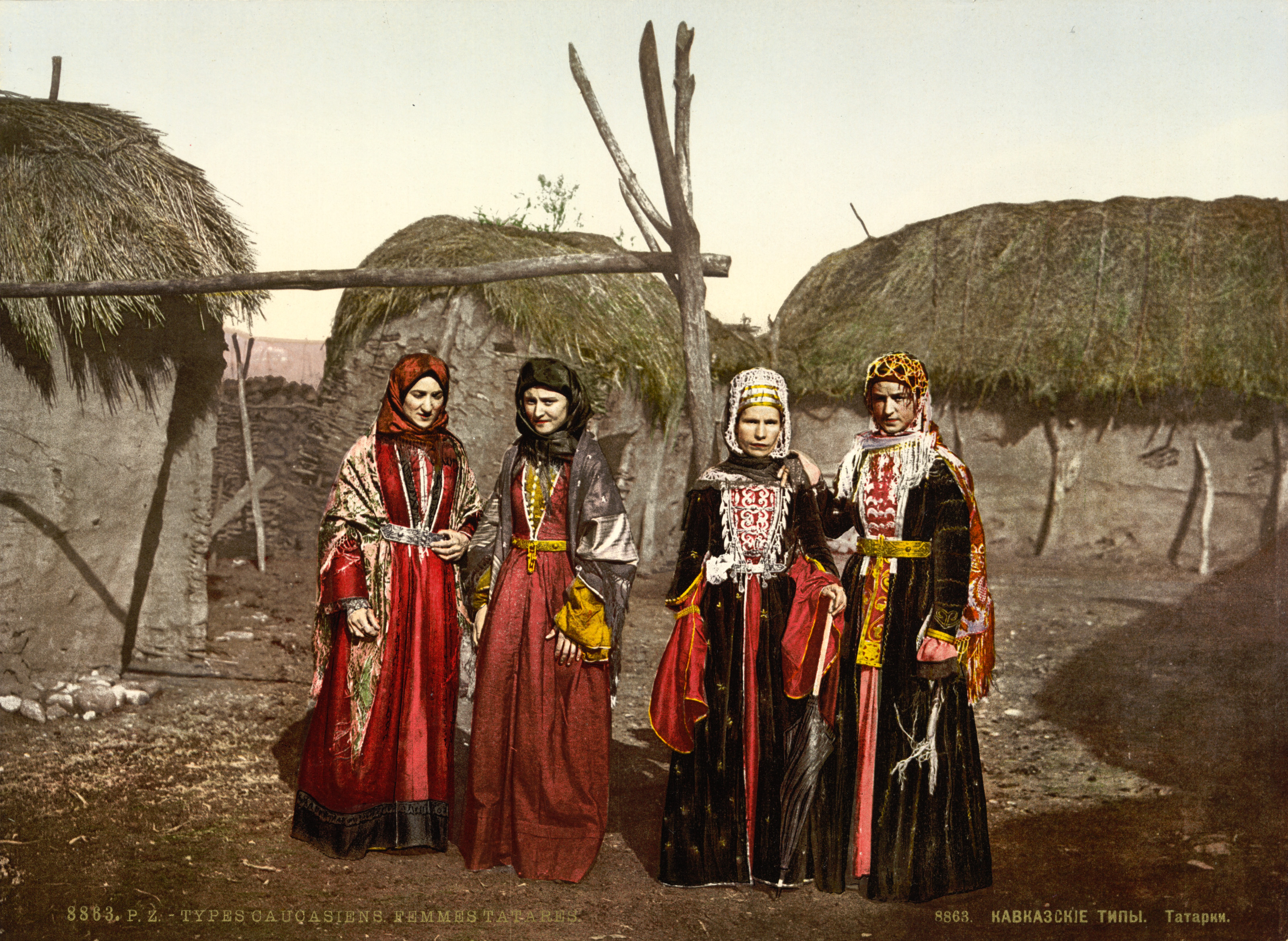
Donne tatare del Caucaso, 1890-1900.